# مرتسالبن
مرتسالبن (به آلمانی: Merzalben) یک شهر در آلمان است که در زودوستپفالتس واقع شده‌است. مرتسالبن ۱٬۲۸۳ نفر جمعیت دارد.

## جستارهای وابسته

مرتسالبن - Merzalben
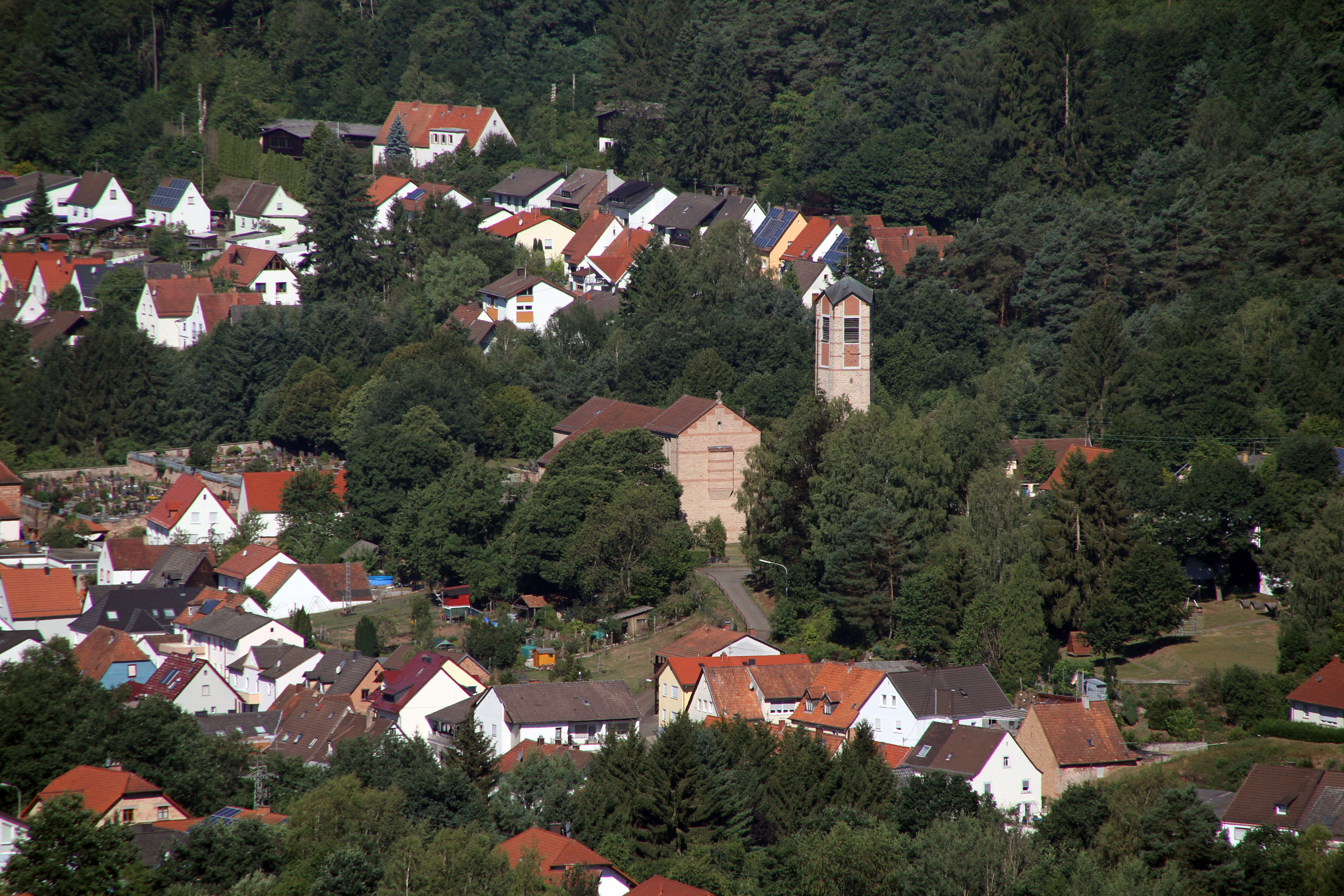
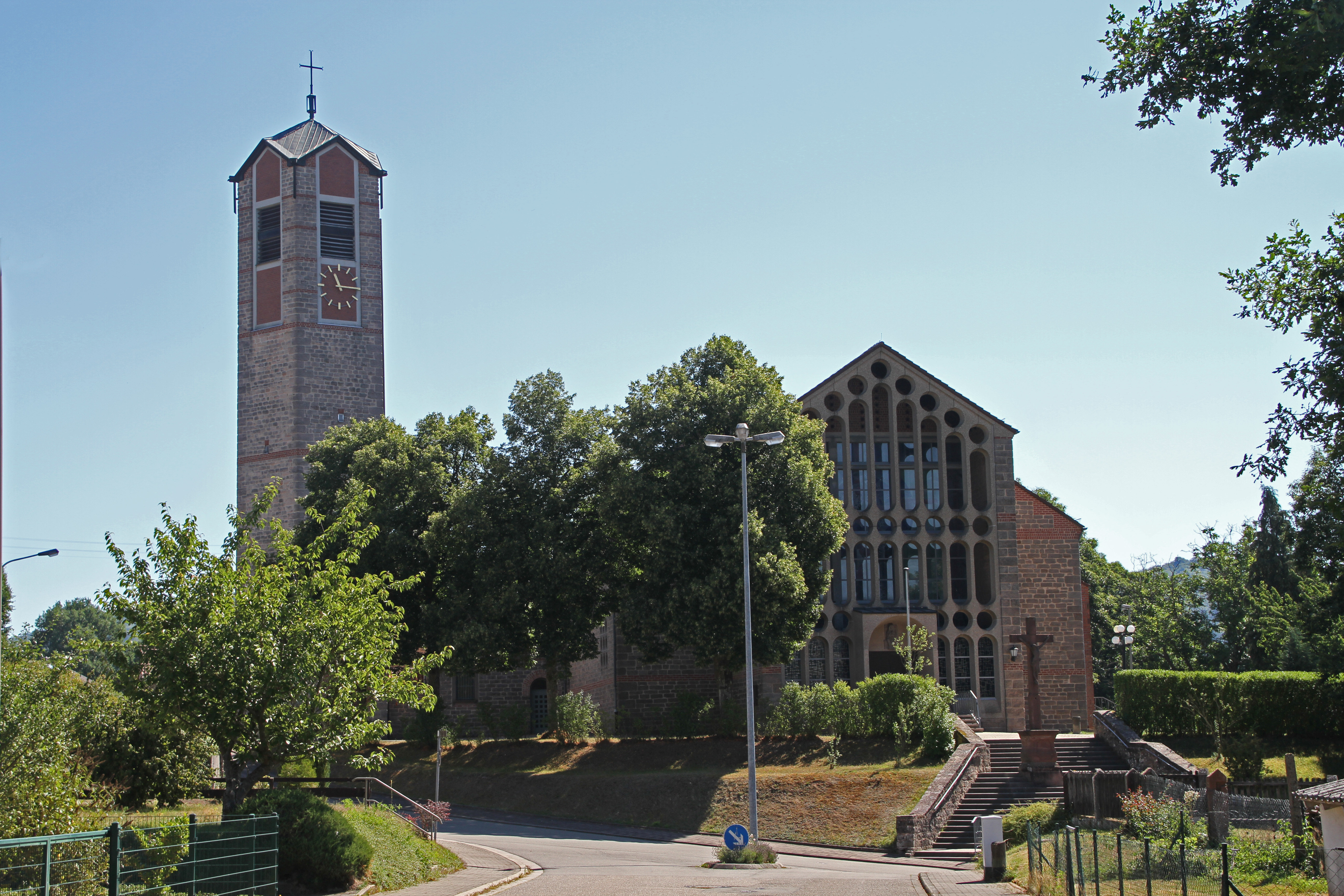
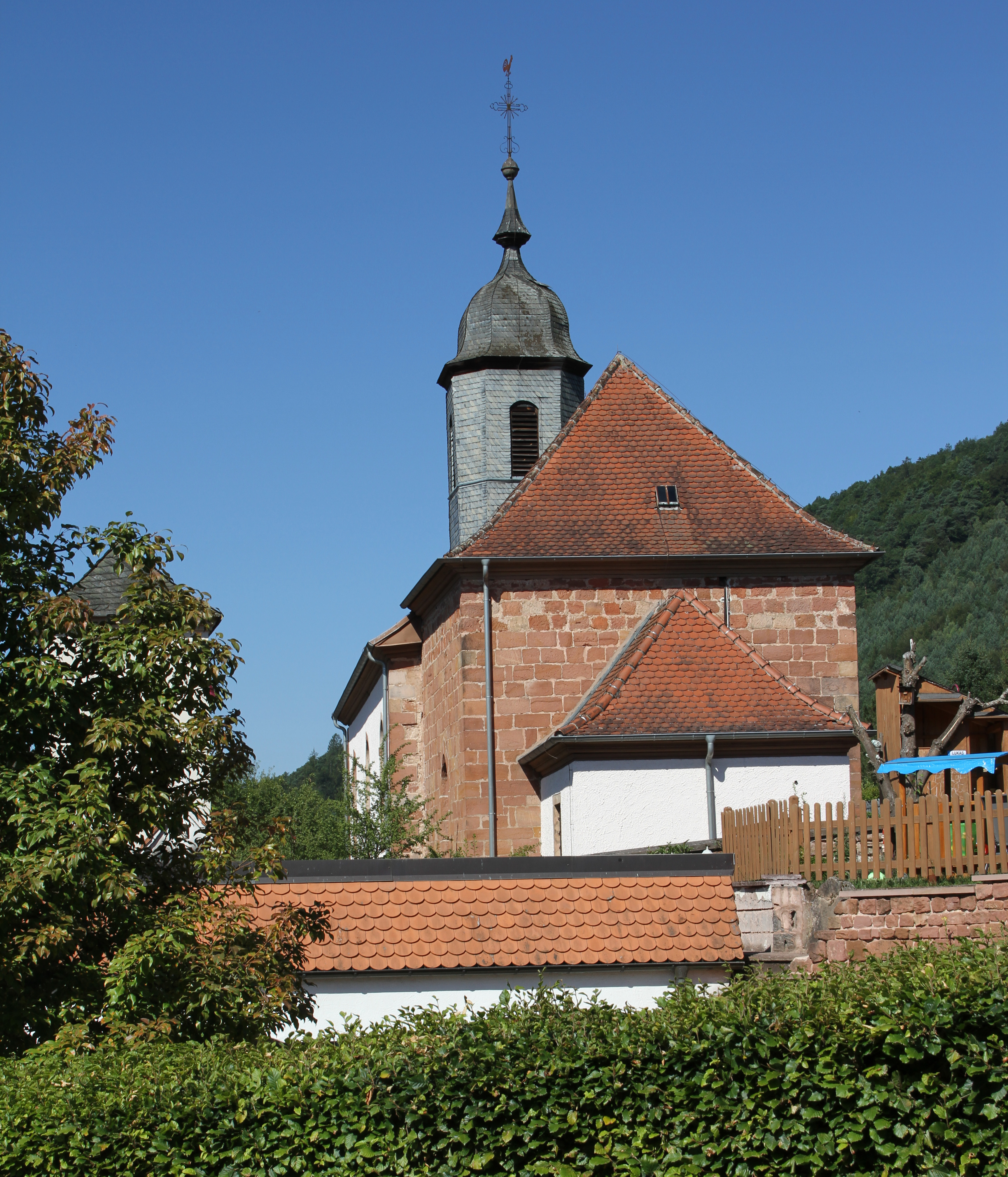
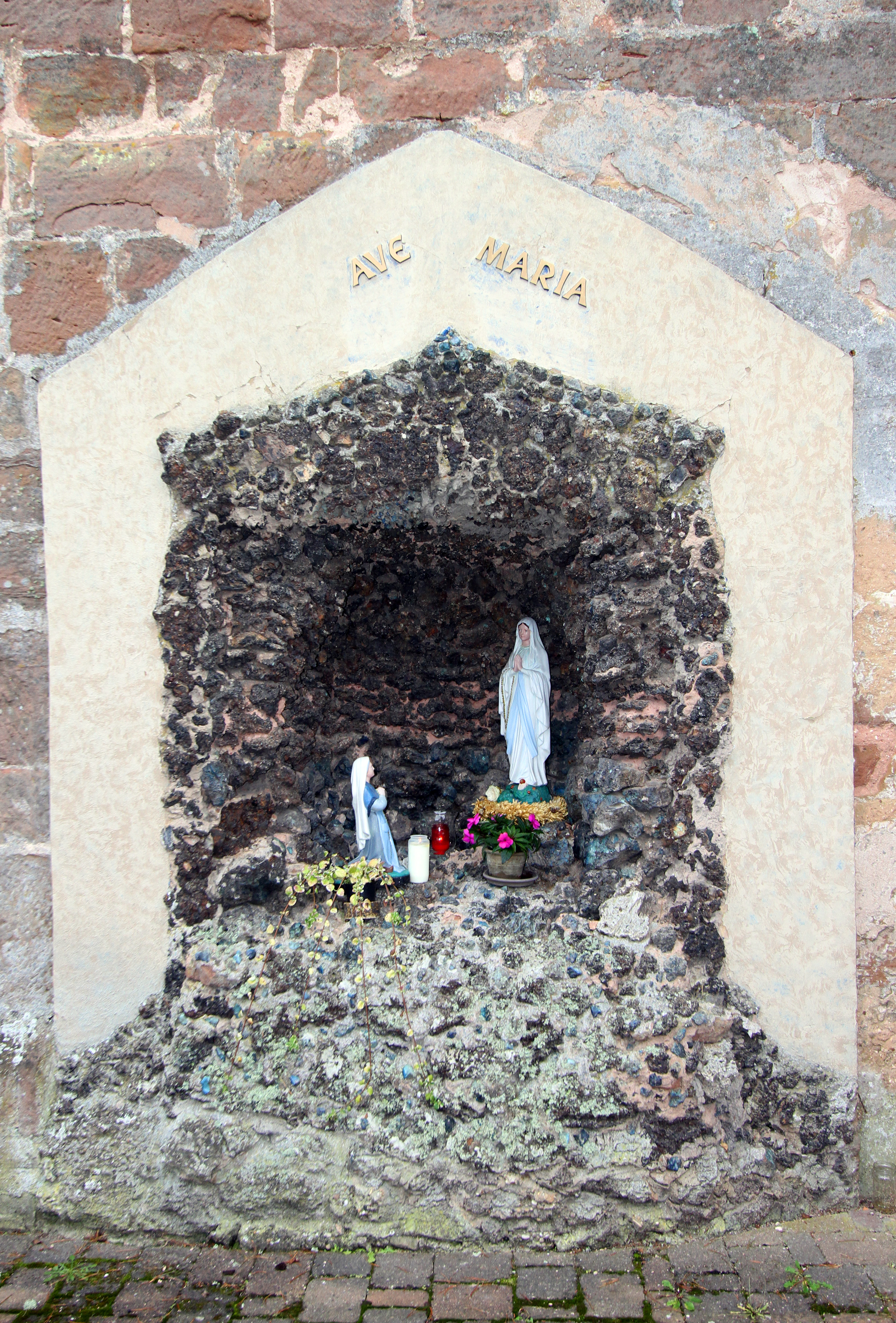
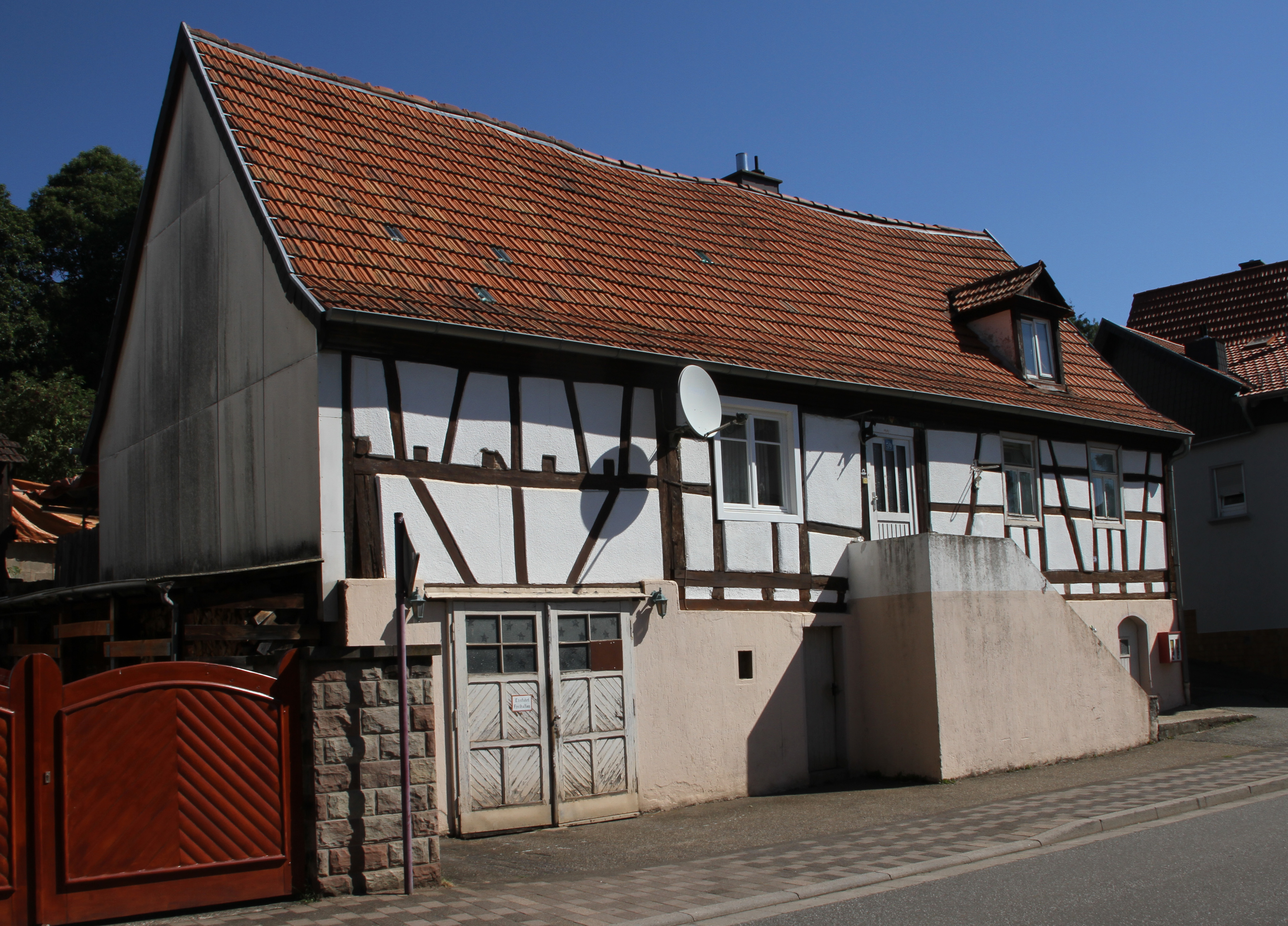
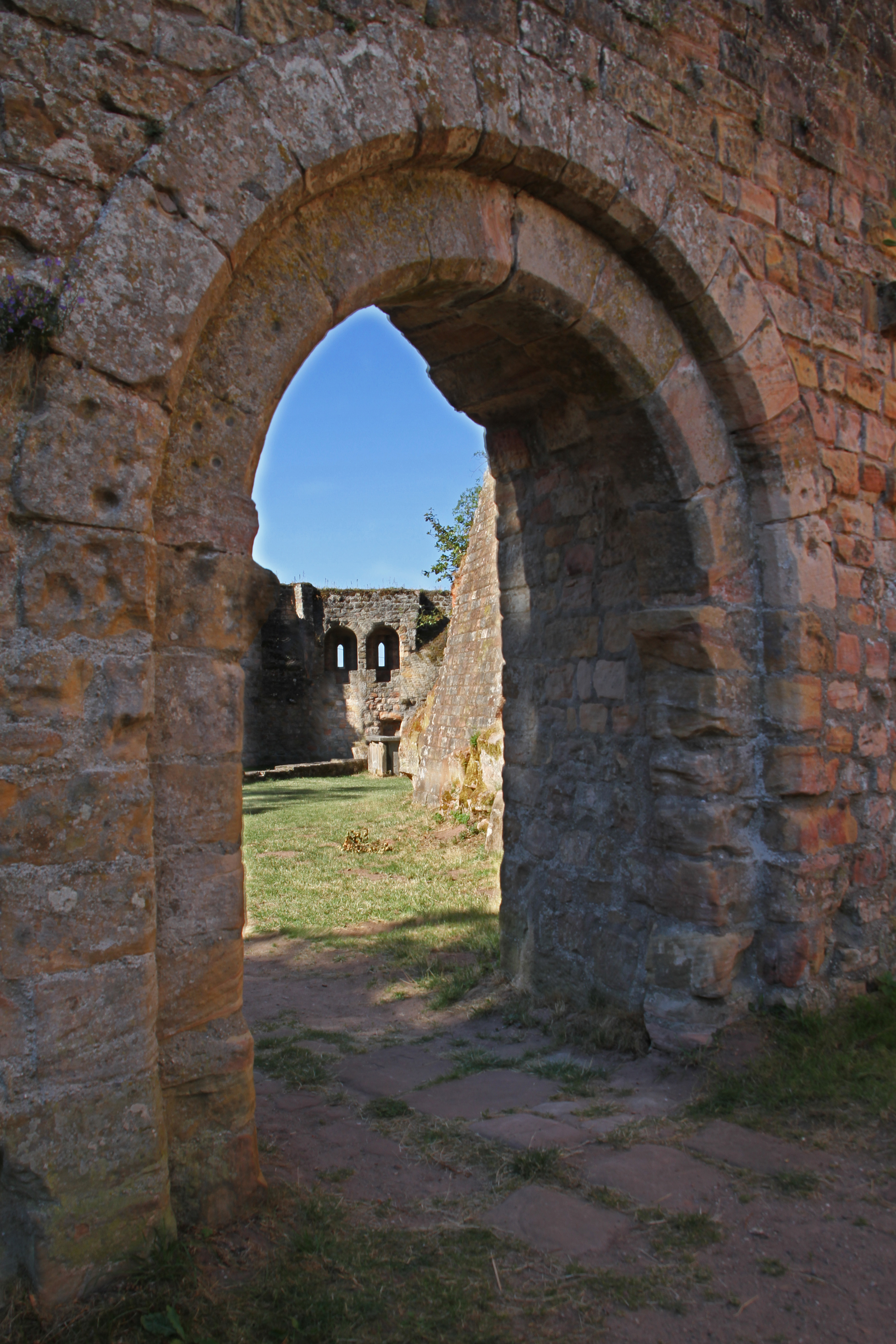
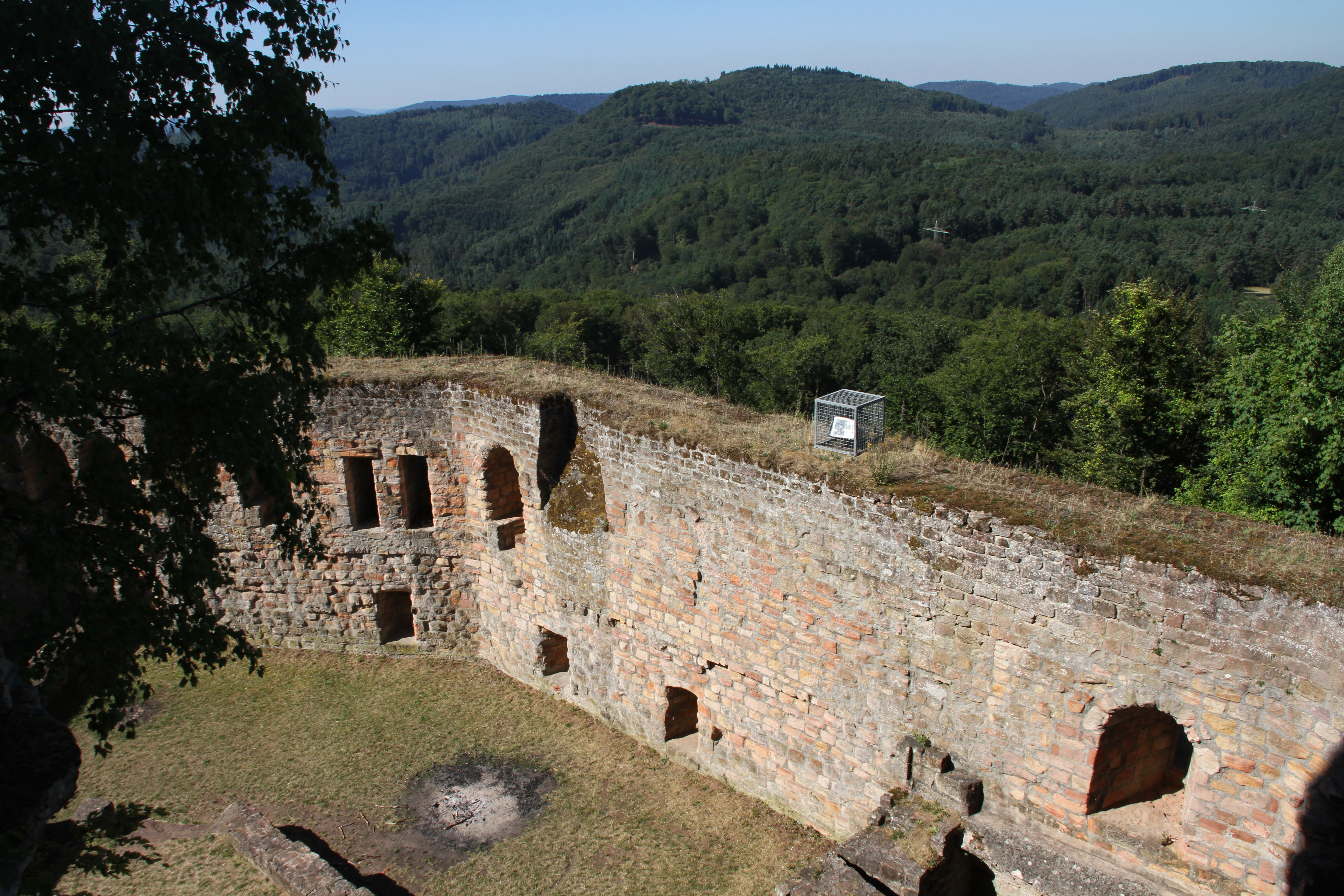
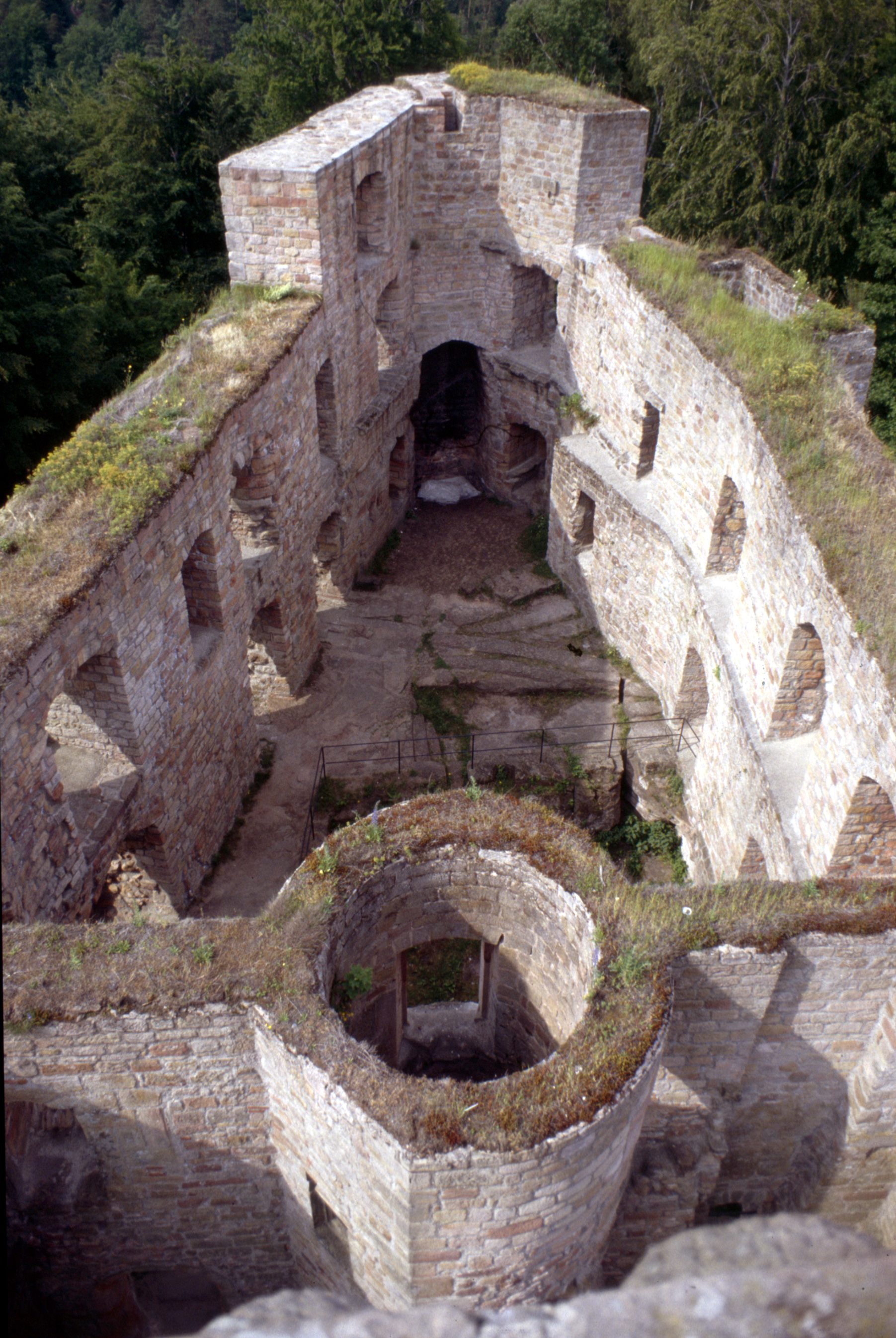